# Sergentomyia edentulus
Sergentomyia edentulus är en tvåvingeart som beskrevs av Pastre 1982. Sergentomyia edentulus ingår i släktet Sergentomyia och familjen fjärilsmyggor.
Artens utbredningsområde är Senegal. Inga underarter finns listade i Catalogue of Life.